# John Reinhard Weguelin
John Reinhard Weguelin (South Stoke, 23 giugno 1849 – Hastings, 28 aprile 1927) è stato un pittore e illustratore inglese, attivo dal 1877 al 1910, ricordato innanzitutto come l'autore di Lesbia (1878), raffigurante la leggendaria musa ispiratrice amata dal poeta romano Catullo.

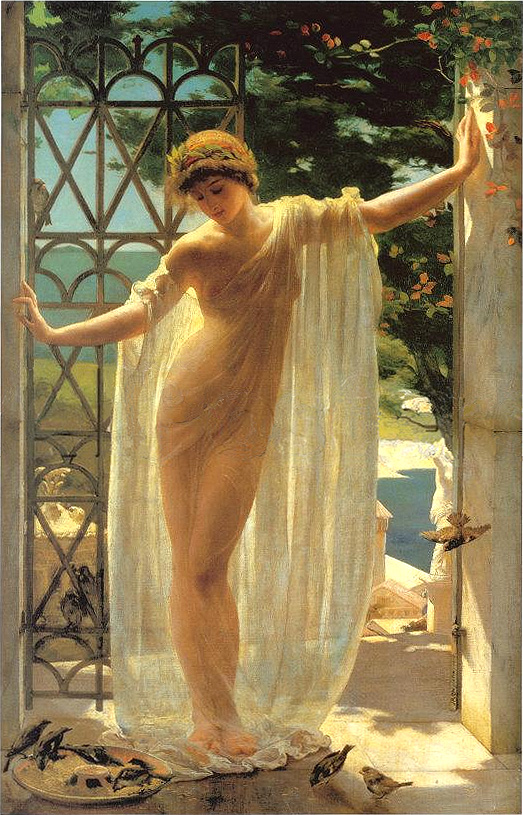
"Lesbia", 1878.

Ha inizialmente emulato lo stile del neoclassicismo, soprattutto tramite le opere di Edward Poynter e Lawrence Alma-Tadema, dipingendo soggetti ispirati all'antichità classica e alla mitologia; oltre ai soggetti più spiccatamente mitologici ha raffigurato scene di vita quotidiana dell'antica Grecia e dell'antica Roma con una particolare attenzione alle scene pastorali in stile "Arcadia". Mentre nel prosieguo della carriera è giunto a specializzarsi sempre più in dipinti figurativi con sfondi lussureggianti, generalmente paesaggi o scene di giardino.
Weguelin si è anche richiamato al folclore quale fonte di ispirazione, dipingendo numerose immagini di ninfe e di sirene. I suoi soggetti erano simili a quelli del suo contemporaneo John William Waterhouse, che era anche specializzato nella pittura di figure femminili su sfondi drammatici, ma a differenza di quest'ultimo molti dei soggetti femminili di Weguelin sono nudi o comunque molto discinti. Weguelin diviene anche particolarmente noto per il suo uso realistico della luce.
Seppur il suo primo lavoro è stato in acquerello, tutte le più importanti opere di Weguelin - almeno quelle tra il 1878 e il 1892 - furono create con la tecnica della pittura a olio. Per rimpinguare il proprio reddito, ha disegnato e dipinto le illustrazioni per diversi libri, il più famoso dei quali è la raccolta di poesia narrativa sulla civiltà latina di Thomas Babington Macaulay. A partire dal 1893, Weguelin si dedica quasi esclusivamente all'acquerello e finisce col diventare un membro della Royal Watercolour Society.
Il lavoro di Weguelin è stato esposto alla Royal Academy of Arts e in tutta una serie di altre importanti gallerie di Londra, ed è stato molto apprezzato durante la sua vita. Tuttavia, è stato quasi dimenticato dopo la fine della prima guerra mondiale, così come il suo stile di pittura è scivolato sempre più fuori moda.